# Chlorissa obliterata
Chlorissa obliterata är en fjärilsart som beskrevs av Walker 1863. Chlorissa obliterata ingår i släktet Chlorissa och familjen mätare. Inga underarter finns listade i Catalogue of Life.